# Pleiades (logiciel)
Pour les articles homonymes, voir Pléiade.
Pleiades (anciennement Pleiades+COMFIE, abrégé parfois en "P+C") est un logiciel de simulation énergétique du bâtiment destiné à l'éco-conception et à l'optimisation énergétique de bâtiments. Son nom est issu de l'amas ouvert éponyme.

## Présentation générale
Pleiades dispose de 6 composants : 
- La bibliothèque, qui comprend tous les éléments nécessaires à la description d'un bâtiment (matériaux, fenêtres, équipements, scénarios, etc.)
- Le modeleur (anciennement Alcyone), qui permet de décrire graphiquement le bâtiment étudié, niveau par niveau, et de le visualiser en 3D. Le modeleur réalise aussi des calculs d'éclairement naturel et de facteur de lumière du jour, via le moteur de calcul RADIANCE. Il peut importer des maquettes numériques aux formats gbXML, IFC 2x3 et IFC 4, ainsi que depuis Revit via une extension spécifique.
- L'outil d'import BIM, qui permet l'import de maquettes numériques aux formats gbXML et IFC 4, ainsi que depuis Revit via une extension spécifique.
- L'éditeur (anciennement Pleiades), qui permet de vérifier le traitement du modèle de bâtiment et de le retoucher si nécessaire.
- L'outil de visualisation des résultats, qui génère graphiques et rapports
- Pleiades ACV (anciennement autonome sous les noms d'EQUER, puis novaEQUER), qui évalue les impacts environnementaux par une analyse du cycle de vie du bâtiment ou du quartier étudié

## Principales fonctionnalités
Pleiades dispose de plusieurs modules de calculs :
- STD COMFIE : pour la simulation thermique dynamique (calcul des besoins de chauffage et de refroidissement, calcul d'humidité) et la simulation énergétique dynamique (calcul de la consommation de équipements de chauffage, climatisation et Eau Chaude Sanitaire). Le calcul est effectué par le moteur de calcul COMFIE[2], développé initialement par des chercheurs de Mines ParisTech.
- RE 2020 : pour la vérification des exigences de la Réglementation environnementale 2020 (valable uniquement pour la France métropolitaine) (moteur réglementaire du CSTB)[3]
- RT 2012 : pour la vérification des exigences de la Réglementation Thermique 2012 (valable uniquement pour la France métropolitaine) (moteur réglementaire du CSTB)[4]
- RT existant : pour la vérification des exigences de la Réglementation Thermique sur l'existant (valable uniquement pour la France métropolitaine) (moteur réglementaire du CSTB)
- DPE : pour la réalisation du Diagnostic de Performance Énergétique (méthode 3CL-2021)
- Chauffage : pour le dimensionnement des émetteurs et des générateurs de chauffage (calcul selon la norme EN 12831)
- Climatisation : pour le dimensionnement des émetteurs et des générateurs de froid  (méthode RTS de l'ASHRAE)
- QAI INDALO : pour l'analyse de la qualité de l'air intérieur en tenant compte des interactions entre substances chimiques (moteur INCA-Indoor). Réalisé en partenariat avec la société Octopus Lab[5].
- AMAPOLA : module pour l'analyse d'incertitudes, l'analyse de sensibilité et l'optimisation de projet qui fait intervenir des bibliothèques d'analyse statistique (conçu en partenariat avec la société Kocliko[6]). Ce module vise notamment à faciliter la mise en place de Contrats de Performance Energétique (CPE).
- Énergie-Carbone : module pour l'analyse de cycle de vie par la méthode PEBN de l'expérimentation Énergie-Carbone[7], qui préfigure un nouvel élément de la future réglementation environnementale 2020[8] (RE 2020).
- ACV Equer : module pour l'analyse de cycle de vie des bâtiments et des quartiers avec le moteur de calcul Equer issu de l'École des mines de Paris[9].

## Diffusion
Le logiciel est essentiellement diffusé en France et dans certains pays francophones.

## Domaines d'application
Pleiades est notamment utilisé par des architectes et bureaux d'études pour la conception de bâtiments neufs ou la rénovation de bâtiments anciens,, par des enseignants pour introduire la thermique du bâtiment aux étudiants, par des chercheurs en énergétique du bâtiment ou en analyse du cycle de vie du bâtiment,.

## Historique
L'histoire du logiciel démarre au tout début des années 1990 par la création, au Centre d’Énergétique (aujourd'hui, Centre Efficacité énergétique des Systèmes) de l'École des mines de Paris, d'un logiciel de simulation thermique dynamique innovant, COMFIE. Doté d'une interface DOS, il n'est utilisé que par quelques chercheurs. En 1994, un partenariat avec l'association GEFOSAT voit la création de Pleiades, une interface graphique pour COMFIE, qui permet une saisie du modèle de bâtiment de type "tabulaire". Ainsi naît véritablement Pleiades+COMFIE. Le logiciel est rapidement complété par Alcyone, le module de saisie graphique. Au début des années 2000, comme la commercialisation de Pleiades+COMFIE démarre, la SCOP IZUBA énergies est créée par quatre salariés de GEFOSAT. En 2012, le logiciel intègre le calcul réglementaire RT2012, ce qui participe à le faire connaître. Fin 2017, la structure générale du logiciel est entièrement remaniée et le logiciel prend le nom de Pleiades.